# Nikolaevo, Pernik
Nikolaevo (în bulgară Николаево) este un sat în comuna Radomir, regiunea Pernik,  Bulgaria. 

## Demografie
Componența etnică a satului Nikolaevo
     Bulgari (96,15%)
     Romi (3,84%)
     Nicio identificare (0%)
     Altele (0%)
La recensământul din 2011, populația satului Nikolaevo era de 52 locuitori. Din punct de vedere etnic, majoritatea locuitorilor (96,15%) erau bulgari, cu o minoritate de romi (3,84%). Pentru 0% din locuitori nu este cunoscută apartenența etnică.